# Festivales de la Canción en Chile
Los Festivales de la Canción en Chile son certámenes musicales que durante el verano austral, de diciembre a febrero, tienen lugar por todo lo largo de dicho país. Sus características son variadas de acuerdo a los recursos o zona. Obedecen a que Chile, al ser un país de clima eminentemente mediterráneo, dispone de veranos secos y calurosos que permiten mucha actividad artística.

## Festivales más importantes
En relación con su convocatoria y presupuesto el más importante del país es el Festival Internacional de la Canción de Viña del Mar que logra la atención de la prensa y televisión local e internacional y sus artistas son los mejor pagados. En el aspecto folclórico, se debe mencionar al Festival del Huaso de Olmué, meca dorada para los artistas folclóricos y que tiene bastante cobertura de prensa.
Algunos de los festivales más destacables son:

## Festivales por zonas

### Zona norte
- Carnaval andino con la fuerza del Sol o Inti Ch'amampi, realizado en Arica, recibe muestras folclóricas no solo de Chile sino de Bolivia y Perú. Elige una reina de belleza llamada ñusta en referencia a la cultura inca.
- Festival Verano Iquique, se realiza anualmente en la ciudad de Iquique en el mes de febrero.
- Festival Verano Naranja de Antofagasta, se realizó entre los años 2004 y 2008, en Antofagasta. Llegando a durar 7 días en su última versión (2008). Se realizaba con motivo del aniversario de la ciudad (14 de febrero), en el Estadio Regional. También fue el primer festival gratuito del país.
- Festival de Antofagasta, se realiza en Antofagasta, dura 3 días y se enmarca en los festejos del aniversario de la ciudad. (En febrero del 2011 cambia su nombre a Festival Viva Antofagasta, viva el Verano, y la versión 2011 fue reducida a 2 días). Al año siguiente regresa de 3 días. Desde el año 2013, es transmitido por la señal de TVN en directo para todo el país y el extranjero a través de su señal internacional.

- Festival de Caldera. Se realizaba en la década de los ochenta, teniendo en la animación a Raquel Argandoña y Antonio Vodanovic, con artistas como Myriam Hernández, Cinema, Marcelo. Al comienzo se realizaba en una carpa, como Festival Nacional del Cantar Juvenil, para luego realizarse en el Anfiteatro del Mar, donde se volverá a realizar el 9 y 10 de febrero de 2018, teniendo en la parrilla de artistas a Chico Trujillo, Sol y lluvia, Bombo Fica, Dino Gordillo, Santa Feria, Los Dumont's y Anita Tijoux. El jueves 8 de febrero, en el Centro Cultural Estación Caldera, se realizará el lanzamiento del Festival con Alfombra Roja y Gala. Durante el Festival se realizará también la elección de Reina de las Playas.

- Festival Vallenar Canta se realiza en Vallenar.
- Festival El Camarón, se realiza en Freirina.
- Festival del Velero, se realiza en el puerto de Huasco.
- Festival de la Canción de La Serena llegó a transformarse en uno de los más importantes del país y rival del festival de Viña del Mar, pero ha sido suspendido los últimos años.
- Fiesta de la Pampilla, realizado en Coquimbo, durante fiestas patrias.
- Festival de la Canción de Canela, se realiza en Canela.
- Festival La voz de la Montaña, se realiza en la ciudad de Andacollo.
- Carnaval Elquino, centenaria fiesta que se realiza en la ciudad de Vicuña en el valle del Río Elqui, de ahí el nombre.
- Festival de Tierra Amarilla.

### Zona central
- Festival Internacional de la Canción de Viña del Mar.
- Festival del Huaso de Olmué.
- Festival de Las Condes.
- Festival Limache Vive el Folclore, realizado durante el mes de febrero.
- Festival Concón un canto al mar, festival que se centra en el canto inspirado en faenas de pescadores. se realiza el último fin de semana de enero.
- Festival de la Canción Cebolla de Viña del Mar.[5]
- Festival de las Artes de Valparaíso.
- Festival Nacional de Cueca y Tonada Inédita en Valparaíso.[6]
- Festival de Jazz de Quilpué.
- Festival de Colliguay, comuna de Quilpué.
- Festival Nacional del Folklore de San Bernardo, se celebra en San Bernardo, antigua ciudad antes lejana a Santiago y hoy ya conurbada.
- Festival Internacional Providencia Jazz, único en su tipo en Chile, tiene cobertura de prensa y Televisión y cuenta con representantes internacionales de la música Jazz.
- Festival de los Barrios Realizado en San Javier de Loncomilla.
- Festival del Cantar Mexicano Realizado en Chanco, región del Maule. Este evento es único en su tipo ya que solo es para rendir tributo a la música mexicana la cual es muy popular en el mundo rural del centro-sur de Chile.
- Festival de Jazz de Lebu se realiza desde enero de 2005 es un evento gratuito financiado por el Fondo Nacional de la Cultura y las Artes (FONDART).
- Festival de la Canción Raíz Folclórica Sembrando Canto de Laja en la Región del Biobío.
- Festival de Rock en Concepción (REC), es un evento gratuito financiado por el Fondo Nacional de la Cultura y las Artes (FONDART).
- Festival de la Espiga en Yungay.
- Festival de Dichato.
- Fiesta de la Independencia Talca.
- Carnaval de San Rosendo, festividad que se realiza en la última semana de febrero en esta homónima comuna de la región del Biobio.
- Festival El Verano Canta en el Cobre de Rancagua, su nombre obedece a la mina de cobre El Teniente, considerada como la subterránea más grande del mundo ubicada en las cercanías.
- Cumbre del Rock Chileno, realizado en Santiago desde 2007, congrega los principales exponentes del Rock, Pop y otros estilos musicales de Chile.
- Crush Power Music, realizado en Santiago desde 2004.
- Rockódromo, realizado en Valparaíso.
- Lollapalooza Chile, realizado en el Parque O'Higgins de Santiago desde 2011.
- Festival del Guatón Loyola, realizado en Los Andes durante las fiestas patrias.

### Zona sur
- Festival Voy pa' Quellón, la versión 2018 fue transmitida los días 1, 2, 3 y 4 de febrero por Canal 2 Quellón.
- Festival Que Lindo es Castro.
- Festival Brotes de Chile en Angol.
- Festival de la Canción Chilena de Raíz Folclórica Temuco.
- Semanas Musicales de Frutillar Es la más importante muestra de música clásica de Chile, se ubica en Frutillar en la turística región de los Lagos.
- Festival de la Canción Vecinal de Valdivia Organizado a mediado de febrero en Valdivia en la Región de los Ríos.
- Festival Nacional de la Canción de Raíz Folclórica al Mar realizado en Puerto Montt, uno de los más australes del mundo.
- Encuentro Nacional de Folclore Junto al Lago Festival folclórico que se realiza en Llanquihue a orillas del gran lago homónimo.
- Festival Internacional de Jazz de Puerto Montt se realiza desde 2004;  es el más austral de Chile y uno de los más australes del mundo en su tipo; las entradas son liberadas y es financiado por el Fondo Nacional de la Cultura y las Artes (FONDART) y el F.N.D.R. GORE Los Lagos.
- Festival Nacional de la Canción de Raíz Folclórica de Loncoche.
- Peña Folclórica Amador Cárdenas Paredes de Quellón, la versión 2018 fue transmitida los días 12 y 13 de enero por Canal 2 Quellón.
- Festival FAMCA (Festival Arte y Memoria del Carbón) Festival Multi Artístico más grande de la Cuenca del Carbón, Curanilahue.

## Festivales en honor a productos típicos
Muchos pueblos y localidades buscar diferenciar un producto con denominación de origen (por orden geográfico de norte a sur):
- Festival de la Sandía de Paine, realizado en Paine, Región Metropolitana de Santiago.
- Carnaval del Vino, realizado en Lontué, Región del Maule, en plena zona de viñedos de la depresión intermedia.
- Festival de la Vendimia de Molina, realizado en Molina, Región del Maule.
- Fiesta de la Chicha de Rincón de Mellado, realizado en la localidad de Rincón de Mellado, comuna de Sagrada Familia, se celebra la mejor producción de chicha de toda la Región del Maule.
- Festival de la Leche y la Carne realizado en Osorno, Región de Los Lagos, hace honor a la tradición ganadera de la provincia.
- Festival del Alerce Milenario de La Unión, realizado en La Unión, busca diferenciarse de la cercana Osorno aludiendo a los bosques y su también tradición maderera.
- Festival de Las Bayas realizado en Río Negro se celebra a la producción de arándanos.

## Las "semanas" de las localidades
Otros festivales de carácter local, y por ello de menor cantidad de recursos en premios y cobertura de prensa nacional, son las llamadas semanas de.... Estos festivales comúnmente son de la "voz", es decir que las canciones que se presentan no son inéditas.
- Semana Batucana (todos los febreros en Batuco): atrae cantantes de varias regiones del país. Tiene un día para mostrar sus propios grupos folclóricos que abundan y compiten en la localidad.
- Semana Buinense (en Buin, 40 km al sur de Santiago).
- Semana Cabrerina (la última semana de enero, en Cabrero).
- Semana Carahuina (en Carahue, 680 km de Santiago y 50 kilómetros de Temuco).
- Semana Coronelina (durante el verano, en Coronel, Región del Biobío).
- Semana Crucerina (en febrero, en la localidad de Crucero, Río Bueno).
- Semana Huinganina.
- Semana Huiscapina (en la localidad de Huscapi, al este de la comuna de Loncoche).
- Semana Imperialina (en Nueva Imperial, 657 km al sur de Santiago y 30 km al oeste de Temuco): con grupos musicales chilenos y juegos pirotécnicos.
- Semana Lemuyana (en Puqueldón, isla Lemuy, en Chiloé).
- Semana Lololina (durante el mes de febrero, en la comuna de Lolol): con diferente actividades, entre ellas un festival de la voz.
- Semana Lotina (en vacaciones de verano, en Lota, Región del Biobío).
- Semana Peralillana (en el mes de febrero, en la comuna de Peralillo, provincia de Colchagua).
- Semana Valdiviana (en Valdivia): destaca por una muestra pirotécnica en honor a una protesta que los vecinos hicieron a la Corona española en el siglo XVIII.
- Semana Vilchana (en Vilches, Región del Maule).
- Tapati (Semana) Rapa Nui (a comienzos de febrero en Isla de Pascua, Región de Valparaíso).